# Showdown (1973)
Showdown is een Amerikaanse western uit 1973 onder regie van George Seaton.

## Verhaal
De jeugdvrienden Billy Massey en Chuck Jarvis groeien op latere leeftijd uit elkaar. Billy wordt een bandiet en Chuck een sheriff. Chuck is intussen getrouwd met hun jeugdvriendin Kate, maar Billy heeft ook nog altijd een oogje op haar. Als Billy en zijn bende een trein overvallen in de streek, wordt een bloedige confrontatie onvermijdelijk.

## Rolverdeling
| Acteur              | Personage      |
| ------------------- | -------------- |
| Rock Hudson         | Chuck Jarvis   |
| Dean Martin         | Billy Massey   |
| Susan Clark         | Kate Jarvis    |
| Donald Moffat       | Art Williams   |
| John McLiam         | F.J. Wilson    |
| Charles Baca        | Martinez       |
| Jackson D. Kane     | Clem           |
| Ben Zeller          | Perry Williams |
| John Gill           | Earl Cole      |
| Philip L. Mead      | Jack Bonney    |
| Rita Rogers         | Meisje         |
| Victor Mohica       | Big Eye        |
| Raleigh Gardenshire | Joe Williams   |
| Ed Begley jr.       | Pook           |
| Dan Boydston        | Rawls          |